# Cloeon coomani
Cloeon coomani is een haft uit de familie Baetidae. De wetenschappelijke naam van de soort is voor het eerst geldig gepubliceerd in 1935 door Navás.
De soort komt voor in het Oriëntaals gebied.